# 넴제티 버이녹샤그 I
넴제티 버이녹샤그 I(헝가리어: Nemzeti Bajnokság I, 전국 선수권 1부)는 헝가리의 최상위 축구 리그이다. 1901년에 넴제티 버이녹샤그(Nemzeti Bajnokság)라는 이름으로 시작하였다. 그러다가 2001년부터 후원사의 명칭에 따라 다양한 이름으로 불리고 있다. 현재는 헝가리의 OTP 은행이 후원을 맡아 OTP 방크 리가(OTP Bank Liga)로 불리고 있다.
현재 12개의 팀이 각 팀마다 두 번씩 홈 앤 어웨이 방식으로 경기를 치러 총 30라운드를 펼치게 된다. 시즌의 종료 후 1위 팀은 UEFA 챔피언스리그 2차 예선에 나가게 되고, 2~3위 팀과 헝가리 컵 우승 팀은 UEFA 유로파리그 2차 예선에 진출하게 된다. 그리고 하위 두 팀은 헝가리 2부 리그로 강등되고 2부 리그의 우승 팀들(2부리그는 두 개의 그룹으로 되어 있다. 따라서 동부의 1위 팀과 서부의 1위 팀이 승격하게 된다.) 이 1부 리그로 승격하게 된다.

## 구성

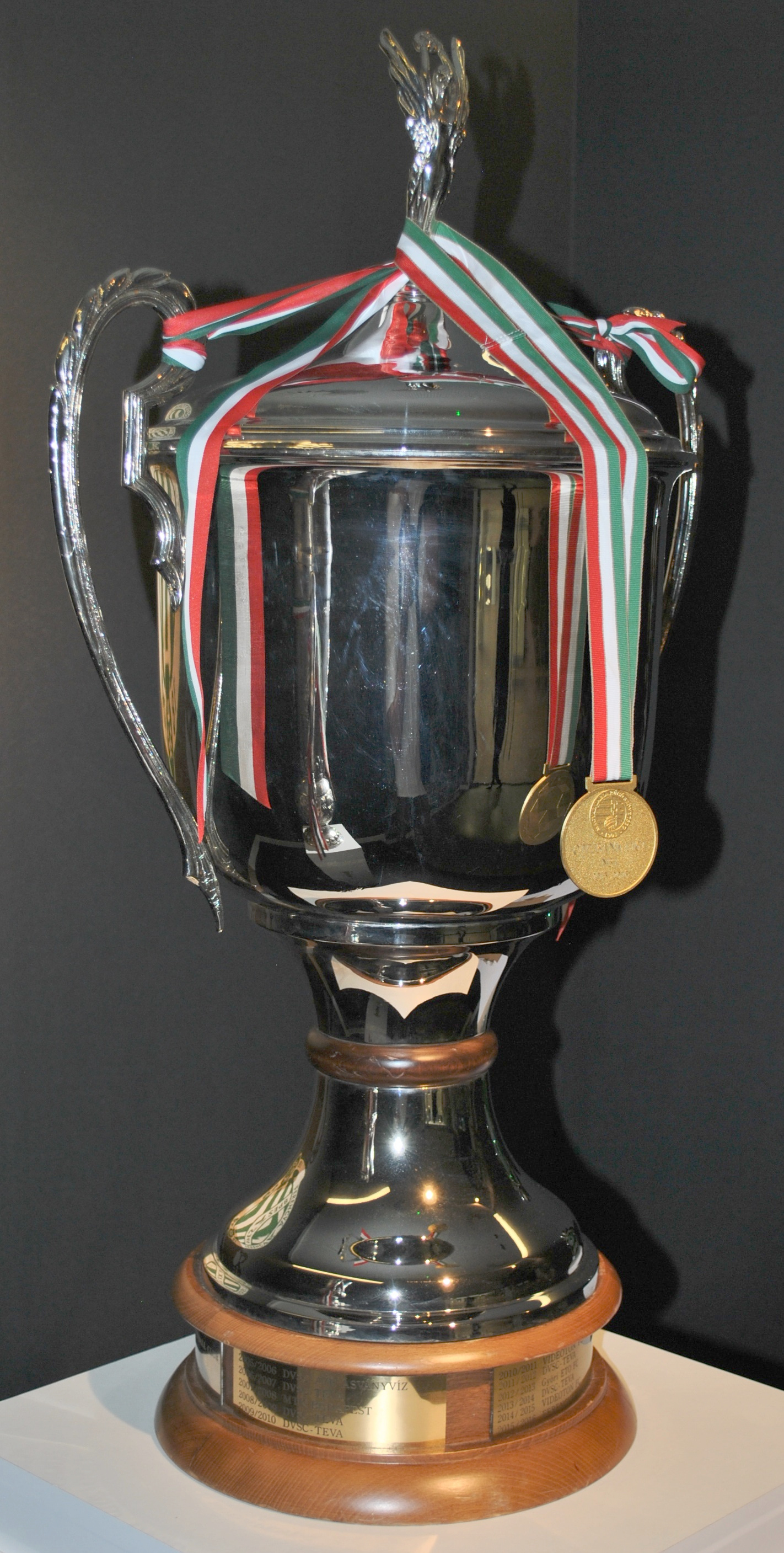
The trophy of the Nemzeti Bajnokság

2016–17 시즌부터 12개의 팀이 참가하며, 각 팀들이 서로 세 번씩을 겨루는, 총 33경기를 뛴다. 12개 팀 중 성적 최하위 두 팀은 강등된다.

## 2024-2025 정규시즌
페렌츠바로시 TC